# Valentina Zazdravnykh
Valentina Mikhaïlovna Zazdravnykh (russe : Валентина Михайловна Заздравных), née le 24 novembre 1954 à Andijan (RSS d'Ouzbékistan) et morte le 30 juin 2023, est une ancienne joueuse soviétique d'origine ouzbèke de hockey sur gazon. Elle est médaillée de bronze aux Jeux de 1980.

## Carrière
Valentina Zazdravnykh fait partie de l'équipe soviétique de hockey sur gazon qui remporte la médaille de bronze aux Jeux olympiques d'été de 1980. Elle est également médaillée de bronze lors de la Coupe du monde 1981.
Elle meurt le 30 juin 2023 à l'âge de 68 ans.

## Palmarès

### Jeux olympiques
- médaille de bronze du tournoi féminin en 1980 à Moscou,  Union soviétique